# 圈套棋
圈套棋（YINSH）是比利時抽象策略遊戲設計師Kris Burm在2003年推出的兩人棋類，遊戲方式融合黑白棋、與五子棋。

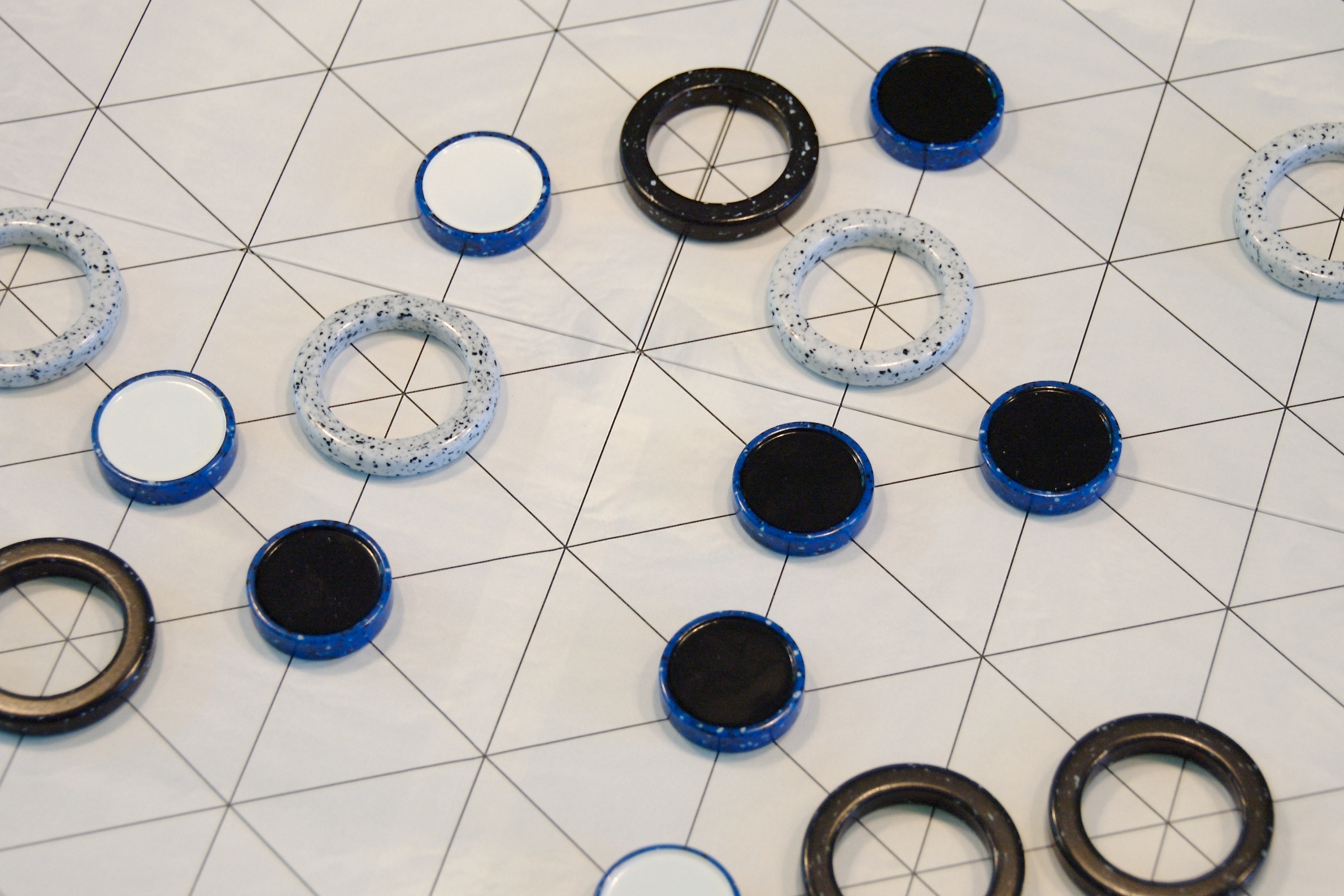
圈套棋

此棋是Kris Burm的星盤眾棋計畫六棋之一，主題為『翻』。

## 棋具
- 棋盤由小三角形組成的類似雪花狀的棋盤，共八十五個棋格。

- 兩方各有五個圈套，以黑白兩色區分敵我。

- 可翻面的黑白棋棋子，共五十一枚，雙方共用。

## 規則
- 雙方先輪流把己方五個圈套一一放在棋盤的空位處。全數圈套放好後，方可移動。每人輪流移動一個己方圈套。

- 圈套可朝六個方向直線移動至空位處，途中可跳過任何數量空位或緊連的棋子，但不可跳過任何方的圈套。

- 跳過任何棋子時，若下一棋格為空格而不是緊連的棋子，則必須停在該空位。且跳過的任何方棋子都必須翻成另一面。

- 動過後的圈套需在原地留下一個代表己方顏色的棋子。

- 當五顆以上己色棋子緊密連線成直、橫、斜時，則把其中五顆緊密相連的棋子收回再供兩方利用，並選擇把己方的一個圈套移出棋盤。再檢查是否還有成為五顆以上的連線，再進行以上步驟。最後，對手在也有五顆以上棋子連線，則需以上步驟，他也選擇將圈套移除遊戲。

- 先把三個己方的圈套移出棋盤時，即獲勝。

- 若在己方回合，對方也同時達到有三個圈套移出棋盤，則仍是己方獲勝[1]。

## 外部連結
- 規則介紹
- 線上遊戲（页面存档备份，存于）
- 線上遊戲[永久]